# این گروه زبل
این گروه زبل فیلمی به کارگردانی و نویسندگی تورکر اینان اوغلو محصول سال ۱۳۵۰ است.

## خلاصه داستان
فاطمه با امیر و نادر و منصور یک گروه کوچک شادمانی تشکیل می‌دهند…

## بازیگران
- گرشا رئوفی
- منصور سپهرنیا
- محمد متوسلانی
- فیلیز آکین
- کاوه تبا
- جهانگیر غفاری
- لوسیل
- کاترین
- امیلیا
- محمود تاتار
- جبار
- ازبک